# کالج دماوند

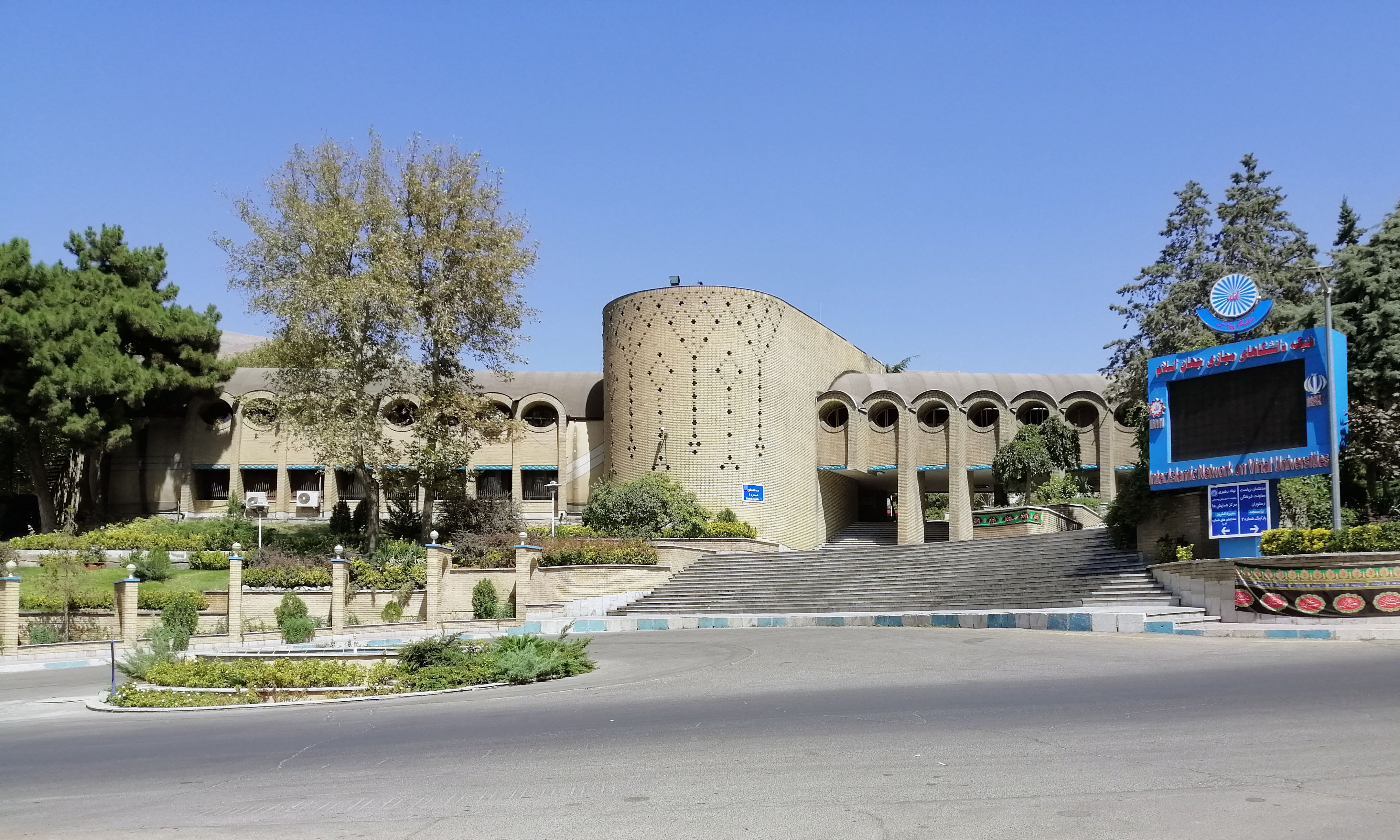
ساختمان دانشگاه در سال ۱۴۰۰

دانشکده دماوند یا مدرسه عالی دماوند یک مؤسسه خصوصی آموزش عالی برای زنان ایرانی بود که از سال ۱۹۷۴ تبدیل به یک دانشکده دولتی شد و یک برنامه چهار ساله بین فرهنگی در زمینه علوم انسانی در رشته‌های ادبیات انگلیسی و تاریخ فرهنگ تطبیقی ارائه می‌کرد. این دانشکده از سال ۱۹۶۸ تا سال ۱۹۷۹ توسط استادان آمریکایی و بین‌المللی اداره می‌شد. دی ری هایسی استاد ارتباطات دانشگاه ایالتی کنت پیش از انقلاب مدت سه سال از ۱۹۷۵ تا ۱۹۷۸ ریاست این دانشکده را بر عهده داشته‌است.
دانشکده دماوند تنها دانشکده‌ای بود که تمامی دروس خود را به زبان انگلیسی ارائه می‌کرد. در این دانشکده واحدهای ادبیات فارسی هم ارائه می‌شد تا به این ترتیب دانشجویان ایرانی با فرهنگ خویش هم مأنوس باشند.
فعالیت‌های آن بعد از انقلاب متوقف شد و ساختمان منحصر به فرد این دانشکده (که ویلیام وسلی پیترز معمار آن است) در منطقه شمال شرق تهران در نزدیکی مینی‌سیتی در اختیار ساختمان مدیریت دانشگاه پیام نور قرار گرفت.
بنای اولیه کالج دماوند توسط بنیاد فرانک لوید رایت در همکاری با معمار ایرانی نظام عامری ساخته شده‌است.